# Меловое (Красноармейский район)
Меловое — село в Красноармейском районе Саратовской области, в составе Каменского муниципального образования.
Население — 276 чел. (2010).

## История
Дата основания не установлена. Первоначально называлось — Меловатка. Современное название — с 1894 года. Жители — бывшие удельные крестьяне, великороссы, православные и поморцы. Во второй половине XIX века деревня относилось к Банновской волости Камышинского уезда Саратовской губернии. В 1886 году земельный надел общества составлял 2617 десятин удобной и 291,5 неудобной земли. В 1894 году в селе имелись сельское училище, церковно-приходская школа, 2 запасных магазина, пожарный обоз. В том же году открыт приемный покой для больных. 
С 1922 по 1941 год село относилось к Золотовскому кантону Трудовой коммуны, с 1923 года — АССР немцев Поволжья. С 1941 по 1960 — к Золотовскому району Саратовской области. В составе Красноармейского района — с 1960 года.
До 2015 года Меловое являлось центром Меловского муниципального образования. Законом Саратовской области от 2 июня 2015 года № 65-ЗСО территория Меловского муниципального образования включена в состав Каменского муниципального образования.

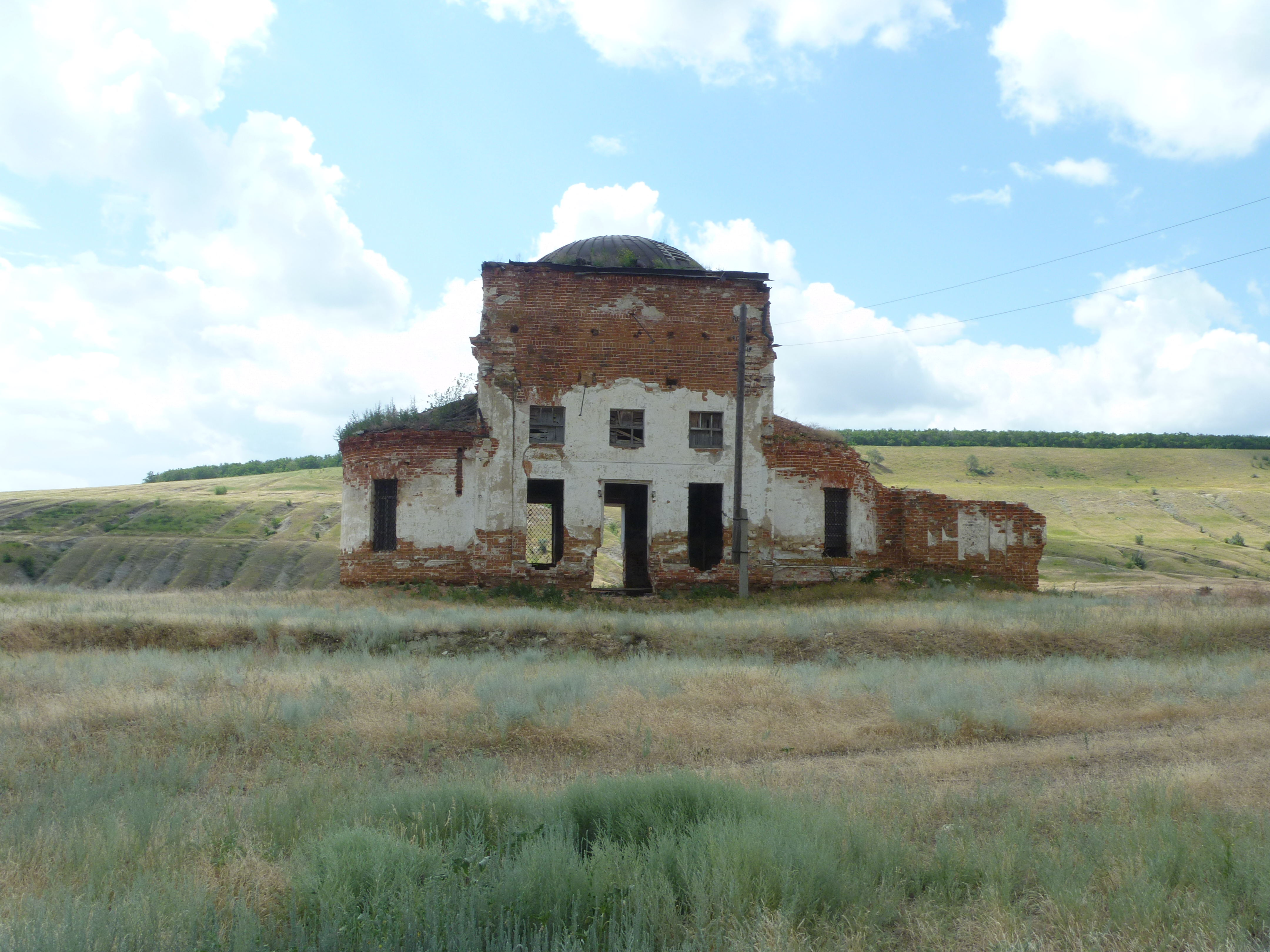
Никольская церковь

## Физико-географическая характеристика
Село находится в лесостепи, в пределах Приволжской возвышенности, являющейся частью Восточно-Европейской равнины, при овраге Меловская речка (в 4 км от Волгоградского водохранилища). Высота центра населённого пункта — 101 метр над уровнем моря. Рельеф местности холмисто-равнинный, развита овражно-балочная сеть. Почвы — каштановые и чернозёмы.
Просёлочными дорогами Меловое связано с федеральной автодорогой Р228, селом Суворово (5,8 км). По автомобильным дорогам расстояние до областного центра города Саратова составляет 110 км, до районного центра города Красноармейска — 38 км, до административного центра сельского поселения посёлка Каменский — 18 км.
Часовой пояс
Меловое, как и вся Саратовская область, находится в часовой зоне МСК+1. Смещение применяемого времени относительно UTC составляет +4:00.

## Население
Динамика численности населения по годам:
| 1860 | 1886 | 1894 | 1895 | 1897 | 1911 | 1926 | 1987 |
| ---- | ---- | ---- | ---- | ---- | ---- | ---- | ---- |
| 1353 | 1857 | 1939 | 2095 | 1859 | 2180 | 1640 | 310  |

| 2002 | 2010 |
| ---- | ---- |
| 309  | ↘276 |